# Jaworzyny (Pasmo Radziejowej)
Jaworzyny (1068 m) – szczyt w Paśmie Radziejowej w Beskidzie Sądeckim. Nazwę podaje mapa turystyczna Beskidu Sądeckiego i pochodzi ona od dawnej, już zalesionej polany Jaworzyny. Szczyt ten wznosi się w długim północno-wschodnim grzbiecie Radziejowej, który poprzez Jaworzyny, Przełęcz Mićkowską (875 m), Jaworzynę Wielką (947 m) i Jastrzębską Górę (675 m) opada aż do Popradu w Rytrze. Jaworzyny to dwuwierzchołkowe, mało wybitne wzniesienie w tym grzbiecie. Jego zachodnie stoki opadają do Potoku Bańskiego (Baniska) i znajduje się na nich rezerwat przyrody Baniska, wschodnie do Małej Roztoki. Jaworzyny są porośnięte lasem, ale na grzbiecie powyżej znajduje się zarastająca polana Skałka. Przez Jaworzyny i polanę Skałka prowadzi gminny szlak turystyki pieszej.
Jaworzyny znajdują się w granicach wsi Roztoka Ryterska w województwie małopolskim, w powiecie nowosądeckim, w zachodniej części gminy Rytro.

## Szlaki turystyczne
żółty szlak pieszy: dolina Wielkiej Roztoki – Jaworzyna – Przełęcz Mićkowska – Magorzyca – Jaworzyny – przełęcz Żłobki. 3:30 h, ↓ 2:30 h.